# Club routier des 4 Chemins de Roanne

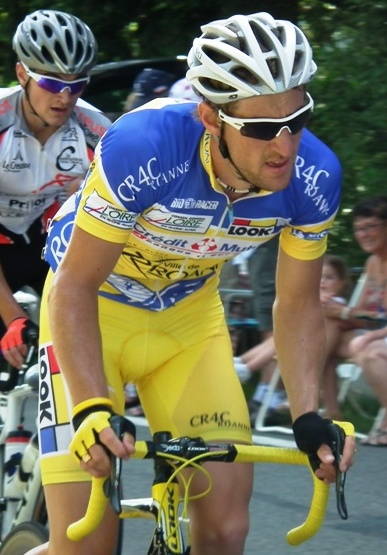
Vivien Brisse en 2011.

Le Club Routier des 4 Chemins de Roanne (CR4C Roanne) est une équipe cycliste française évoluant en Division nationale 2. 

## Histoire de l'équipe
Le Club Routier des 4 Chemins de Roanne (Loire) est un des clubs les plus anciens de la région Rhône-Alpes. Il organise de nombreuses courses dont 3 nationales et une course par étapes.
Le club a obtenu de nombreux succès jusque dans les années 1960. Sous l'impulsion de Robert Ducard, les années 1970 verront une ascension de l'équipe première avec Antoine Gutierrez, Robert Ducreux, Joël Millard, Joël Bernard. Dans les années 1980, le club a remporté de nombreux succès avec Bernard Jusselme et Bernard Faussurier sous la houlette de Bernard Lacombe (directeur sportif jusqu'en 1992). En 1988, un jeune coureur prometteur, Benoît Luminet, remporte le championnat du Lyonnais minimes, il allait devenir le coureur emblématique du club.
Les années 1990 apporteront de nombreux résultats avec Eric Larue, Gilles Bernard et bien sûr Benoît Luminet. L'équipe deviendra en 1999 championne de France de Division nationale 2 accédant à la Division nationale 1 avec Gilles Pauchard comme directeur sportif. Sous son impulsion, le club rayonnera avec des coureurs comme Marc Thevenin, Stéphane Auroux, Guillaume Lejeune, Benoît Luminet, Jérôme Coppel, Cyril Bessy, Arthur Vichot.
Dans les années 2000, le club est associé avec l'équipe professionnelle Crédit agricole. Cela permettra à des coureurs comme Sébastien Fournet Fayard ou Léo Fortin de participer à des stages dans l'équipe professionnelle et à Cyril Bessy d'être stagiaire en 2008.
En 2006, Jérôme Coppel remporte le titre de Champion de France du contre-la-montre espoirs. Il remporte également la médaille d'argent au Championnat d'Europe de la spécialité et la médaille de bronze au Championnat du monde espoirs.
L'année suivante, Jérôme Coppel réalise un doublé inédit aux Championnats de France espoirs : route et contre-la-montre. Il est 5e du championnat d'Europe du contre-la-montre et 3e à nouveau lors du Championnat du monde.
En 2008, les espoirs du CR4C Roanne s'illustrent encore lors des Championnats de France de cyclisme sur route : Cyril Bessy est 3e du contre la montre, Arthur Vichot 2e de la course en ligne.
Le Club remporta en 2008 la Coupe de France LOOK. Le club est alors partenaire de l'équipe La Française des jeux des frères Madiot.
En 2009, Arthur Vichot est vice champion de France amateurs à Saint Brieuc. Il passera professionnel l'année suivante dans l'équipe Française des Jeux.
En 2011, Romain Faussurier est sacré champion de France junior sur route.
En 2012, le club remporte deux nouveaux titres de Champion de France :
- dans l'épreuve sur route réservée aux amateurs avec Jimmy Raibaud
- et dans la catégorie espoirs avec Quentin Bernier

Recruté l'hiver, David Menut termine 9e des championnats du monde espoirs de cyclo cross, il passera professionnel en 2015 dans l'équipe Auber 93 après une saison dans l'équipe de l'Armée de Terre.
Jimmy Raibaud est stagiaire en fin de saison dans l'équipe Ag2r La Mondiale de Vincent Lavenu. Il le sera de nouveau en 2014.
En 2013, le CR4C Roanne gagne un nouveau titre retentissant : Arthur Vichot, le coureur de la FDJ, toujours licencié au club, décroche le titre de Champion de France professionnel.
En 2014, Jérôme Mainard, dans la tradition du club ligérien, termine 2e du championnat de France amateurs sur route. Il passera professionnel l'année suivante dans l'équipe cycliste de l'Armée de Terre, tout comme un autre membre de l'équipe, Jimmy Raibaud, vainqueur en mai 2014 d'une étape du Rhône-Alpes Isère Tour face aux professionnels.
En 2019, l'équipe termine deuxième le la Coupe de France des clubs de DN1. En 2020, avec la réorganisation des divisions, l'équipe est placée en National 2 (deuxième division) par la Fédération française de cyclisme. Le CR4C a fait appel de cette décision.

## Principales victoires

### Courses par étapes
- Circuit des Ardennes : 2007 (Jérôme Coppel)
- Tour Alsace : 2018 (Geoffrey Bouchard)

### Championnats nationaux
- Championnats de France sur route : 4
  - Course en ligne espoirs : 2007 (Jérôme Coppel) et 2012 (Quentin Bernier)
  - Contre-la-montre espoirs : 2006 et 2007 (Jérôme Coppel)

## Saisons précédentes

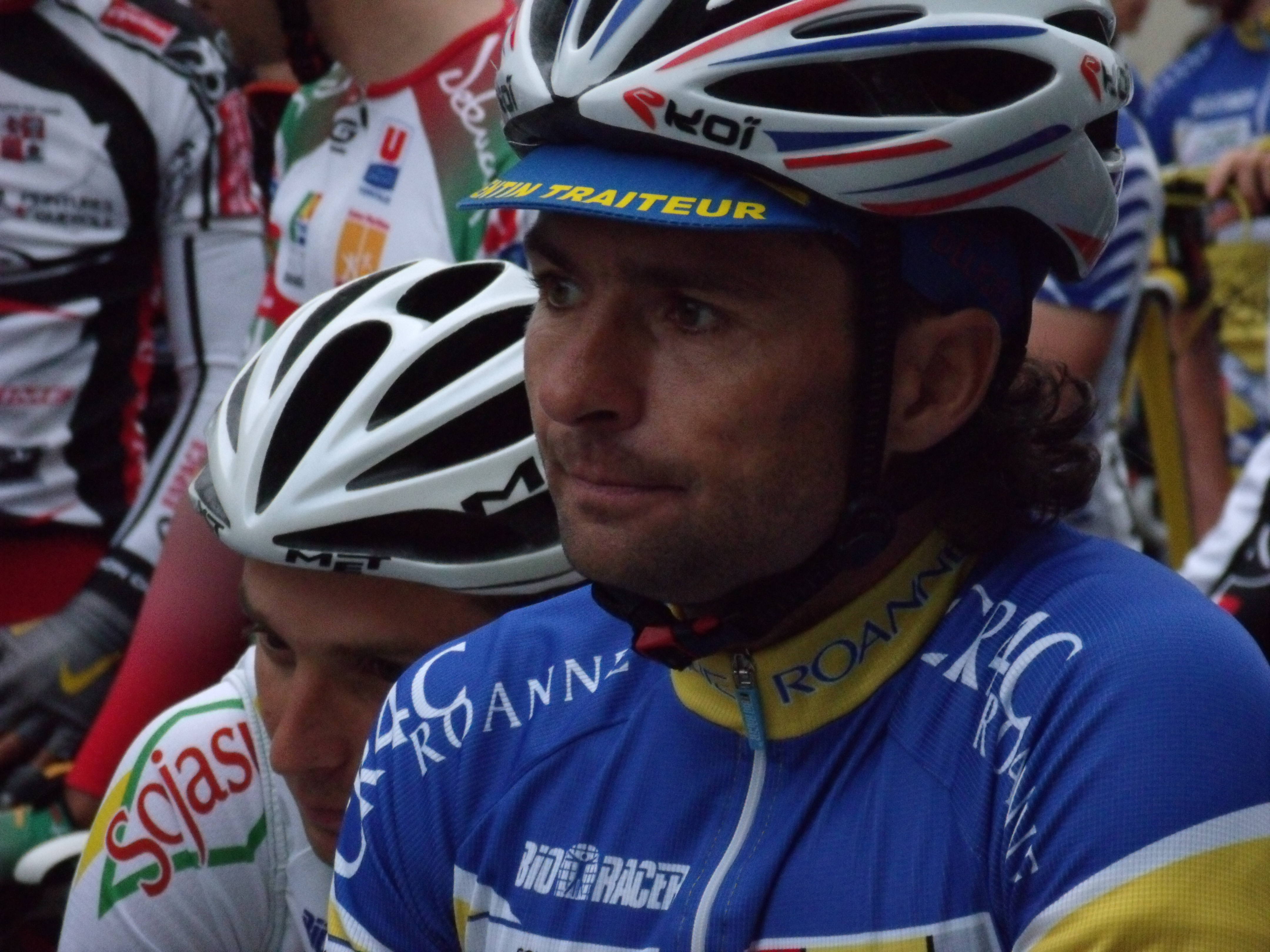
Benoit Luminet au départ du championnat de France 2011

## CR4C Roanne en 2017[2]

### Effectif
| Cycliste | Date de naissance | Nationalité | Équipe 2016 |
| -------- | ----------------- | ----------- | ----------- |

### Victoires
| Date | Course | Pays | Classe | Vainqueur |
| ---- | ------ | ---- | ------ | --------- |

## Anciens coureurs
- Alexandre Aulas
- George Bennett
- Quentin Bernier
- Benoît Luminet
- Rudy Molard
- Renaud Pioline
- Arthur Vichot
- Cyril Bessy
- Jérôme Coppel
- Romain Bardet
- Vivien Brisse
- Fabrice Gougot
- Sébastien Fournet-Fayard
- Wolfgang Murer
- François Parisien